# Mahjong Soul
Mahjong Soul (chinois : 雀魂麻将 ; pinyin : Què Hún Májiàng, 雀魂 (Jantama)) est un jeu free-to-play en ligne sur navigateur de mah-jong riichi créé par Cat Food Studio et Yostar. Le jeu est sorti en accès anticipé le 8 juin 2018 en Chine et le 25 avril 2019 en sortie mondiale.
Une version mobile est sortie par la suite sur Android le 26 novembre 2019 sur Android et le 27 novembre 2019 sur iOS. Une adaptation télévisée en anime nommée Mahjong Soul Pong (じゃんたま PONG☆, Jantama Pong☆) et produit par Scooter Films fut diffusée du 8 avril au 17 juin 2022 sur la case horaire Super Animeism et en streaming sur Crunchyroll. Une suite nommée Mahjong Soul Kan !! a été diffusée du 25 avril jusqu'au 18 juillet 2024 sous format original net animation.

## Médias

### Jeu
En 2018, Mahjong Soul est sorti en accès anticipé avec le lancement d'un serveur Chinois. L'année suivante, en avril, le jeu s'ouvre à d'autres joueurs avec le lancement d'un serveur anglophone et japonais. Divers tournois sont organisés sur le jeu, comme un tournoi organisé par le groupe de médias Dwango en mars 2024.

### Anime

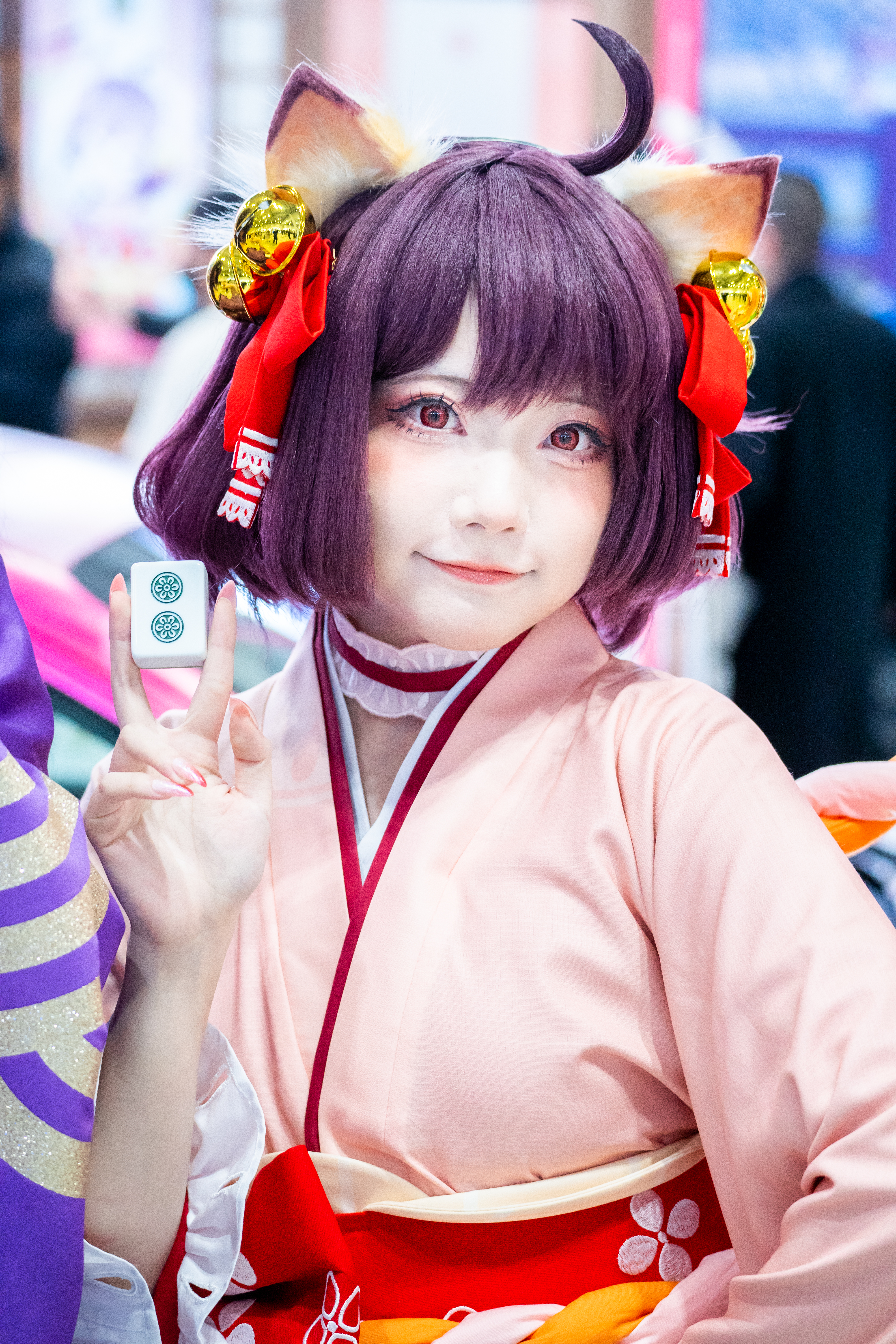
Cosplay de, personnage principale du jeu.

Une adaptation en anime du jeu a été annoncée lors du tournoi « Nijisanji Mahjong Cup » diffusé en direct le 9 janvier 2022. La série est animée par Scooter Films, avec Kenshirō Morii en tant que réalisateur et scénariste, Motoki Nakanishi en assistant réalisateur, Sōshi Kinutani pour la conception des personnages, Takatoshi Hamano en réalisateur sonore et Shintarō Mori en compositeur. Il a été diffusé du 2 avril au 17 juin 2022 sur la case horaire Super Animeism. La série est disponible en streaming après l'obtention de la licence par Crunchyroll.

## Système de jeu

### Modes de jeux
Le jeu dispose de plusieurs modes de jeu divisés en plusieurs types de parties. Les parties classés proposent les salles bronze, argent, or, jade et trône, accessibles selon le rang du joueur. Les parties tournois permettent de participer et de regarder des tournois. Les parties amicales permettent de créer ou de rejoindre des parties non classés de 1 à 4 joueurs, avec la possibilité d'utiliser des règles spéciales ou de jouer avec des bots.
Des évènements temporaires sont disponibles en jeu, parfois en collaboration avec de séries d'animations japonaises tel que Akagi et Saki, ou des jeux vidéos comme The Idolmaster et Blue Archive. Ils mettent en avant des modes de jeux alternatifs, souvent jouable à nouveau en partie amicale.

### Rangs
Le joueur possède un rang divisé en trois niveaux représentés par des étoiles. Chaque rang commence avec un nombre défini de points, si le nombre de points atteint 0 le joueur est rétrogradé au rang précédent, si au contraire le joueur atteint le but requis de point il est promu au rang suivent. Le nombre de points demandés pour augmenter de rang est proportionnel au niveau du joueur. De plus, le nombre de points déduit par chaque défaite augmente au fur et à mesure du rang. Le score final de chaque partie et la place du joueur affecte la perte ou le gain de points. Le dernier rang, Celestial, fonctionne différemment, le rang est suivit d'un niveau augmentant tous les 20 points d'âmes gagnés. Ce dernier rang n'a pas de niveau maximum et n'évolue pas en fonction du score du joueur. 
| Rang                     | Niveau | Points initiaux    | Points requis pour progresser |
| ------------------------ | ------ | ------------------ | ----------------------------- |
| Novice, Shoshin (初心)   | 1      | 0                  | 20                            |
| Novice, Shoshin (初心)   | 2      | 0                  | 80                            |
| Novice, Shoshin (初心)   | 3      | 0                  | 200                           |
| Adept, Janshi (雀士)     | 1      | 300                | 600                           |
| Adept, Janshi (雀士)     | 2      | 400                | 800                           |
| Adept, Janshi (雀士)     | 3      | 500                | 1000                          |
| Expert, Janketsu (雀傑)  | 1      | 600                | 1200                          |
| Expert, Janketsu (雀傑)  | 2      | 700                | 1400                          |
| Expert, Janketsu (雀傑)  | 3      | 1000               | 2000                          |
| Master, Jangou (雀豪)    | 1      | 1400               | 2800                          |
| Master, Jangou (雀豪)    | 2      | 1600               | 3200                          |
| Master, Jangou (雀豪)    | 3      | 1800               | 3600                          |
| Saint, Jansei (雀聖)     | 1      | 2000               | 4000                          |
| Saint, Jansei (雀聖)     | 2      | 3000               | 6000                          |
| Saint, Jansei (雀聖)     | 3      | 4500               | 9000                          |
| Celestial, Konten (魂天) | Aucun  | 10 (points d'âmes) | 20 (points d'âmes)            |

### Gacha et Personnages
Mahjong Soul dispose d'un système de jeu gacha et de monnaie virtuelle. Les monnaies virtuelles principales sont les suivantes.
- Les pièces de cuivre, permettant de jouer des parties classés à partir de la salle argent, elles servent aussi à acheter des objets permettant d'augmenter la jauge de lien d'un personnage. Ces pièces sont gagnés en jouant des matchs.
- Les pièces de jade, elles permettent d'acheter des pièces de cuivres et de jouer à un gacha au choix. Elles permettent aussi d'acheter la possibilité de renommer son compte. Le joueur peut les acheter avec de l'argent réel.

Le gacha permet d'obtenir divers personnages, décorations, musique et effets visuels durant les parties. Chaque personnage dispose d'un doubleur et d'un set d'émoticônes utilisable durant les matchs. Les personnages acquis par le joueur évoluent grâce à une jauge de lien, qui progresse au fil des parties et à des objets offerts par le joueur. Une fois cette jauge remplie, les 役 (yaku) sont prononcés par le personnage durant les parties. Additionnellement, une fois cette condition remplie, le joueur peut créer un lien avec le personnage en échange de ressources accumulés à travers le système de gacha, débloquant un nouveau costume et de nouveaux émoticônes pour ce personnage.